# Cercartetus nanus
El pósum pigmeo oriental (Cercartetus nanus) es un marsupial diprotodonto que habita en el sudeste de Australia. Su distribución se extiende desde el sur del estado de Queensland hasta la Australia Meridional, así como en la isla de Tasmania, y vive en variados hábitats, incluyendo las junglas, los bosques esclerófilos, las zonas boscosas y los brezales.